# محطة قطار خالف الله
محطة خالف الله هي محطة سكة حديد جزائرية سابقة تقع في بلدية سيدي أحمد بولاية سعيدة .

## التموقع في السكك الحديدية
تقع المحطة على ارتفاع 1 109,850 متر فوق مستوى سطح البحر، عند النقطة الكيلومترية (PK) 252,300 من خط سكة حديد من وهران إلى قنادسة [الفرنسية]، حيث تسبقها محطة تافراوة القديمة وتتبعها محطة مولاي عبد القادر القديمة.

## تاريخ
وُضعت المحطة في الخدمة في1 يونيو 1881 أثناء افتتاح القسم من سعيدة إلى خرالفلاح من خط السكة الحديد الضيق القديم 1 055  مم من وهران إلى قنادسة [الفرنسية]، حيث تسبقتها محطة تافراوة وتبعتها محطة مولاي عبد القادر.